# 82 (număr)
82 (optzeci și doi) este numărul natural care urmează după 81 și precede pe 83.

## În matematică
- Este al douăzeci și treilea semiprim[2][3] și a douăsprezecea formă (2.q).
- Este un număr fericit.[4][5]
- Este un număr Pell–Lucas.[6]
- Este un număr Størmer.[7][8]
- Este un număr palindromic în bazele 3 (100013), 9 (1019) și 40 (2240).

## În știință
- Este numărul atomic al plumbului.[9]
- În fizica nucleară, este al șaselea număr magic.[10]

### Astronomie
- NGC 82, o stea situată în constelația Andromeda.
- Messier 82 sau M82, o galaxie neregulată.
- 82 Alkmene, un asteroid din centura principală.

## Alte domenii
- Numărul unor drumuri: Drumul european E82, AH82, Carretera Federal 82, Interstate 82, A82 etc.
- Mark 82, o bombă care face parte din seria Mark 80 din Statele Unite.
- Numărul departamentului francez Tarn-et-Garonne.
- Codul pentru apeluri telefonice internaționale directe către Coreea de Sud.
- Identificatorul grupului ISBN pentru cărțile publicate în Norvegia.
- Titlul cărții lui Dennis Smith despre pompieri, Report from Engine Co. 82.
- Anul 82 AD, 82 î.Hr., 1082 sau 1982.
- Numărul mașinii lui Trip Murphy (Matt Dillon) din Mașina buclucașă (Herbie: Fully Loaded, 2005).
- Al doilea album de studio al echipei africane de electropop Just a Band (2009).
- Numărul foarte semnificativ care apare la sfârșitul cărții lui Kurt Vonnegut, Hocus Pocus.
- Atât NBA, cât și NHL are sezoane regulate de 82 de jocuri.
- În Major League Baseball, numărul de jocuri pe care o echipă trebuie să le câștige pentru a asigura un sezon câștigător.